# Gariep
Gariep – gmina w Republice Południowej Afryki, w Prowincji Przylądkowej Wschodniej, w dystrykcie Joe Gqabi. Siedzibą administracyjną gminy jest Burgersdorp.